# Georges Mouton
Georges Mouton, conde de Lobau (Phalsbourg, 21 de febrero de 1770 - París, 27 de noviembre de 1838) fue un militar y político francés que alcanzó el rango de Mariscal de Francia.

## Biografía

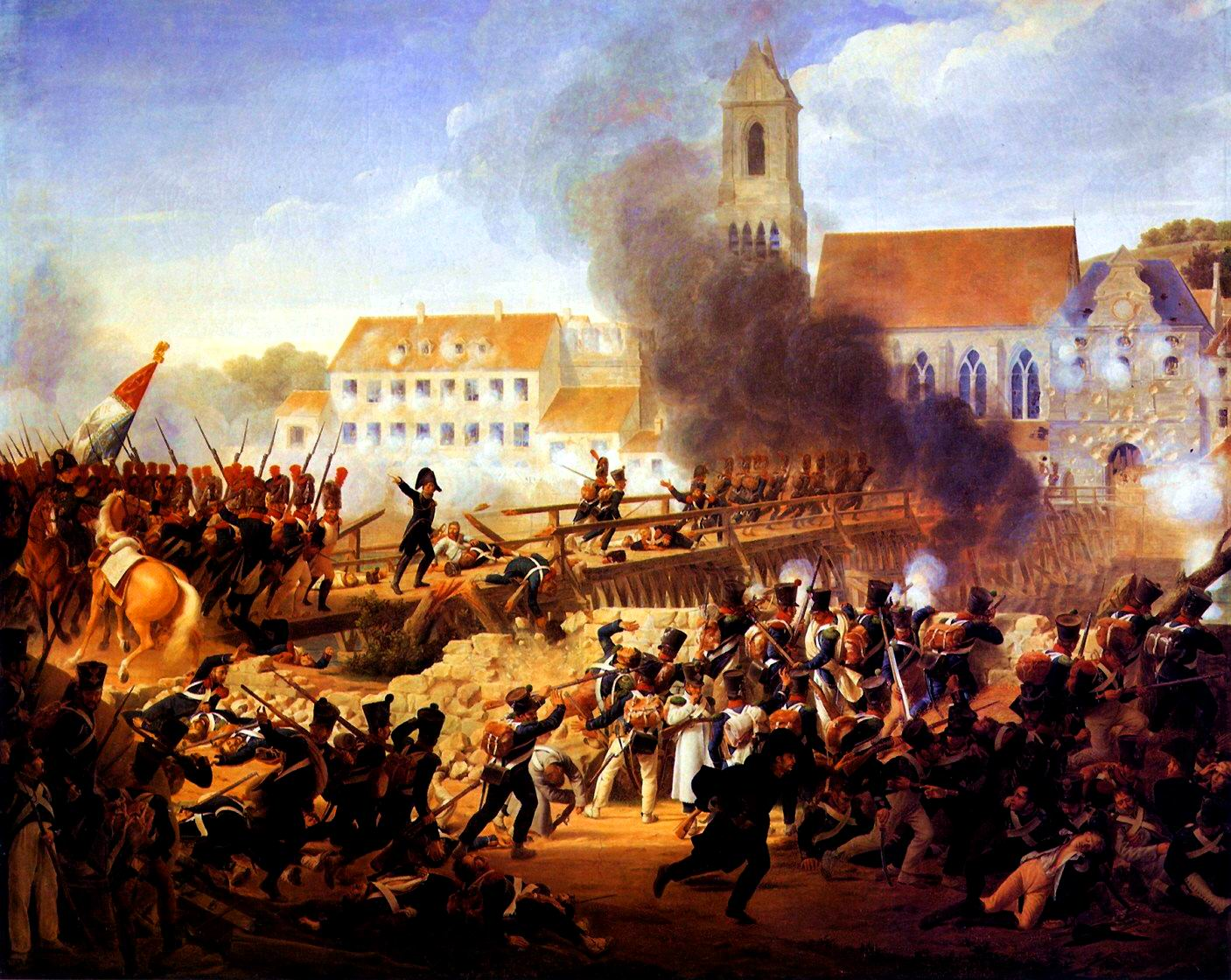
El General Mouton a la cabeza de los granaderos de la 17.ª Línea sobre el puente en Landshut (21 de abril de 1809)

Se alistó voluntario en el ejército revolucionario francés en 1792. Sirvió en las primeras campañas de las Guerras revolucionarias francesas, y en 1803 fue ascendido al rango de coronel.
Fue ascendido a general de brigada en 1805, tras la creación del Imperio francés, y a general de división en 1807. Mouton destacó en las batallas de Jena y Friedland, donde fue gravemente herido.
Ascendido a inspector general de infantería y a general de división después de la Paz de Tilsit, el 6 de diciembre de 1807 recibió el mando del Cuerpo de Observación en los Pirineos Occidentales. A continuación, fue a España en el cuerpo de ejército del mariscal Bessières y el 14 de julio de 1808 participó en la batalla de Medina de Rioseco. Llamado a Alemania al estallar la Guerra de Austria (1809), repelió siete ataques de los austriacos en el puente de Landshut el 21 de abril, antes de tomar la ciudad.
El 21 de mayo de 1809, durante la batalla de Aspern, asaltó el pueblo de Essling, cerca de Viena, al frente de tres batallones de fusileros de la Guardia Imperial, donde contribuyó de forma importante a cubrir la retirada del ejército francés, la mayor parte del cual estaba concentrado en las praderas del Danubio, en la isla de Lobau. Unos días más tarde, Napoleón I le nombró Conde de Lobau "por haber repelido siete veces al enemigo, asegurando con ello la gloria de nuestras armas", según especifica el decreto imperial. También estuvo presente en la batalla de Wagram.

### De la vuelta de Napoleón a Waterloo
Durante la Campaña de Rusia, sirvió como ayudante de campo del emperador Napoleón I de Francia, y fue uno de los pocos ayudantes que le acompañaron a su regreso a Francia. A continuación, prestó sus servicios con distinción durante la campaña de 1813, en la que participó en las batallas de Lützen y Bautzen.
Después de que Dominique-Joseph René Vandamme fuera hecho prisionero durante la batalla de Kulm, Mouton dirigió la retirada de los restos del cuerpo de ejército. Fue hecho prisionero junto con el mariscal Laurent de Gouvion Saint-Cyr en Dresde e incluido en la capitulación de la misma, en noviembre de 1813, y estuvo prisionero de los austriacos hasta la paz.
Durante los Cien Días, Mouton se unió a Napoleón y fue nombrado comandante del VI Cuerpo de ejército, al que dirigió en las batallas de Ligny y Waterloo, donde fue capturado por los ingleses. En esta última se distinguió en la defensa de Plancenoit contra los prusianos.

### Restauración

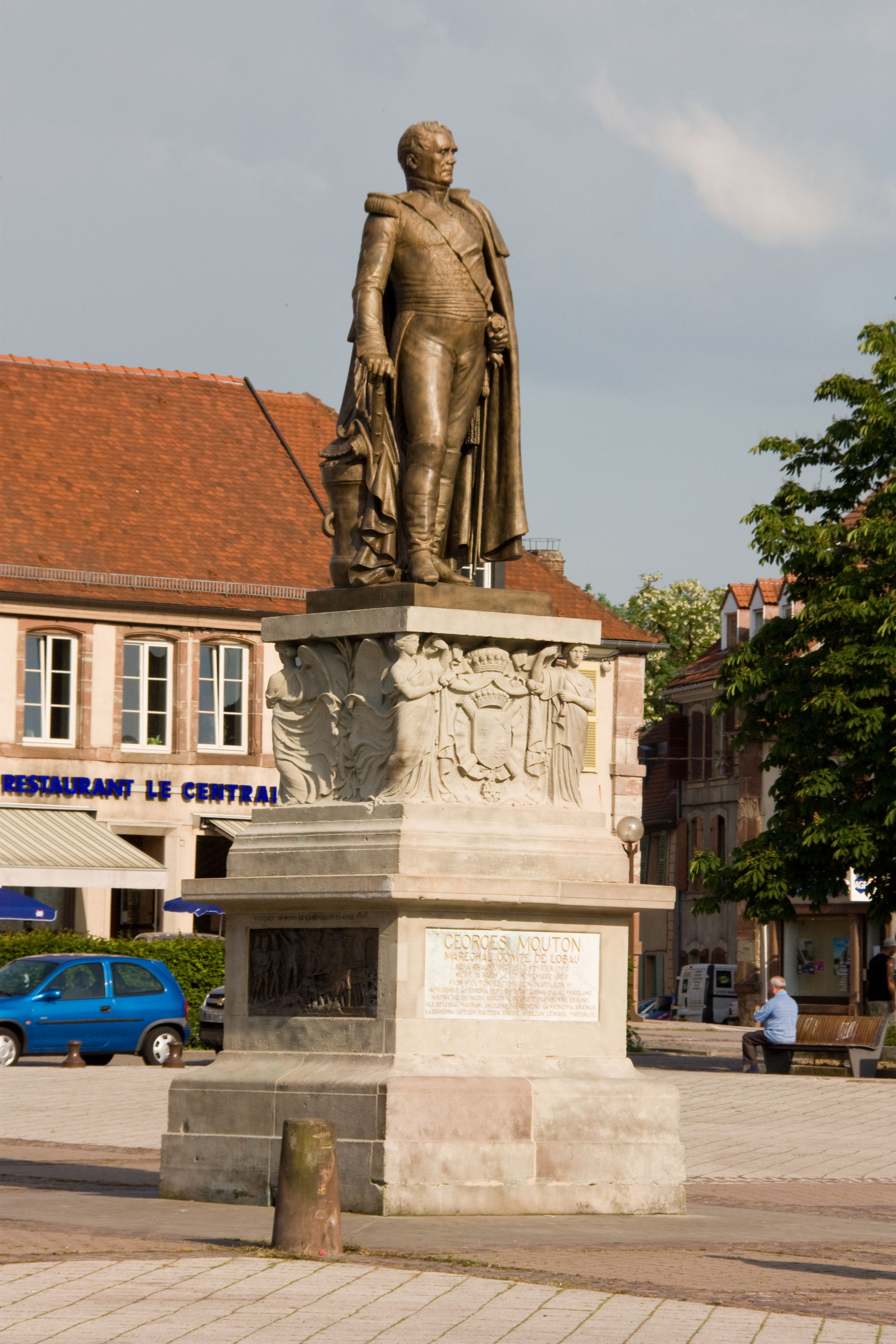
Monumento a Georges Mouton en la Plaza de Armas de Phalsbourg, su ciudad natal

Tras la Segunda Restauración, Lobau se vio obligado a exiliarse y fijó su residencia en Bélgica hasta que en 1818 se le permitió regresar a Francia. Fue elegido diputado liberal de 1828 a 1830 por el entonces departamento del Meurthe y, en 1830, se adhirió a la Revolución de Julio como comandante de la Guardia Nacional.
En 1831, como recompensa por sus servicios al rey Luis Felipe, fue nombrado mariscal, y en 1833 fue nombrado Par de Francia. En 1832 y 1834, Lobau fue destinado a reprimir insurrecciones, una labor en la que tuvo éxito.
Mouton murió en París en 1838. Su nombre está inscrito en la columna 14 del Pilar Este del Arco de Triunfo de París. Tiene calles dedicadas en París y Nancy, y se ha erigido una estatua de bronce en su honor en el centro de la Plaza de Armas de Phalsbourg, su ciudad natal.